# Sinclair BASIC
Sinclair BASIC (назван по фамилии изобретателя сэра Клайва Синклера) — диалект языка программирования BASIC, применявшийся на 8-разрядных бытовых компьютерах производства Sinclair Research и Timex Sinclair. Интерпретатор Sinclair BASIC разработан компанией Nine Tiles Networks Ltd.
Изначально разработан в 1979 году для размещения в 4 килобайтах ПЗУ компьютера ZX80. Эта версия представляла собой неполную реализацию минимального стандарта ANSI 1978 года. При адаптации для компьютеров ZX81 и TS1000, имевших 8 КБ ПЗУ, интерпретатор был улучшен и в версии для компьютера ZX Spectrum с 16 КБ ПЗУ стал почти полной реализацией стандарта.

## Оригинальный Sinclair BASIC

Сессия редактирования в ZX81 BASIC, внесение изменений в работу компьютерной игры.
Большая верхняя часть экрана содержит код текущей загруженной программы, 3D Monster Maze. Текущая выбранная строка помечена «программным указателем», инвертированным символом знака 'больше'. Нижняя часть экрана содержит текущую версию редактируемой строки, находящейся в буфере строчного редактора. Текущая позиция ввода помечена инвертированной буквой, обозначающей режим ввода, буква 'L' обозначает режим обычного ввода букв. Пользователь изменил количество итераций в цикле задержки, чтобы повысить скорость игры. Нажатие клавиши ввода подтвердит внесение изменений.

### Операторы
В версии для компьютера ZX Spectrum существует 86 операторов Sinclair BASIC, включая команды (50), функции (31) и другие ключевые слова (5):
ABS, ACS, AND¹, ASN, AT, ATN, ATTR, BEEP, BIN, BORDER, BRIGHT, CAT², CHR$³, CIRCLE, CLEAR, CLOSE#², CLS, CODE³, CONTINUE, COPY, COS, DATA, DEF FN, DIM, DRAW, ERASE², EXP, FLASH, FN, FOR, FORMAT², GO SUB, GO TO, IF4, IN, INK, INKEY$³, INPUT, INT, INVERSE, LEN, LET5, LINE, LIST, LLIST, LN, LOAD, LPRINT, MERGE, MOVE², NEW, NEXT, NOT¹, OPEN#², OR¹, OUT, OVER, PAPER, PAUSE, PEEK, PI, PLOT, POINT, POKE, PRINT, RANDOMIZE, READ, REM, RESTORE, RETURN, RND, RUN, SAVE, SCREEN$³, SGN, SIN, SQR, STEP, STR$³, TAB, TAN, THEN 4, TO, USR, VAL3, 6, VAL$³, VERIFY
Операторы, присутствующие только в версиях для ZX81 и его клонов TS1000 и TS1500:
FAST, SCROLL, SLOW, UNPLOT, GOSUB, GOTO (вместо GO SUB, GO TO в версии для ZX Spectrum)
В версии интерпретатора для 128K моделей (Spectrum 128K, Spectrum +2, +3, +2A и +2B) было добавлено два оператора:
PLAY, SPECTRUM

## Расширения и варианты
- Timex BASIC — диалект, используемый на Spectrum-совместимом компьютере TS2068 (но не TS2048, который использует обычный Sinclair BASIC). Помимо стандартных операторов Sinclair BASIC, имеет шесть дополнительных: DELETE, FREE, ON ERR, RESET, SOUND, STICK.
- Beta BASIC[англ.], расширение Sinclair BASIC, выпущенное в 1983 году, разработчик — Dr. Andy Wright из компании BetaSOFT[1]. Распространено мнение о том, что это полноценный интерпретатор, аргументированное тем, что в нём имеется собственный редактор программ. На самом деле Beta BASIC (как и остальные расширения) не позволяет создавать программы, работающие без загрузки кода Beta BASIC, и использует процедуры ПЗУ (Sinclair BASIC).
- YS MegaBasic[англ.] — разработано в 1984 году[2] Майком Лименом (англ. Mike Leaman) из компании Your Spectrum, имеет операторы while, repeat, until, команды для управления набором спрайтов. Расширение нацелено на облегчение создание игровых и учебных программ. Сопровождалось программой Sprite Designer для создания спрайтов.
- PRO-DOS, расширение, разработанное компанией HJB в 1985 году.
- Laser BASIC, расширение, разработанное Oasis Software в 1986 году[3]. Предназначалось специально для создания игровых программ, в каком качестве и стало популярно (так, в России на этом языке была написана игра «Подкидной дурак» от Вячеслава Медноногова[4]). Этот Бейсик входил в пакет Laser Compact, также включавший впечатляющие demo-программы и компилятор Бейсика Laser Compiler.
- SAM BASIC, также разработанный Dr. Andy Wright, являлся интерпретатором BASIC для компьютера SAM Coupé и имел обратную совместимость с версией Sinclair BASIC для ZX Spectrum.
- Show, расширение, предназначенное не для программирования, а для создания простых презентационных роликов. Содержит демонстрационную программу. Дополнительные операторы позволяют создавать бегущие строки и надписи, скроллирующиеся в любом направлении и выводимые разными шрифтами. Расширение оказалось востребованным студиями кабельного телевидения, выводившими таким образом свою программу на день. Имеет версию, адаптированную для IS-DOS[источник не указан 3389 дней].
- Sinclair Extended BASIC является развивающимся ретро-проектом, целью которого является создание улучшенной версии Sinclair BASIC (бета-версия была доступна на июль 2005).